# Regionalliga Berlin (1963-74)
La Regionalliga Berlín fue la segunda liga de fútbol más importante de Alemania desde la creación de la Bundesliga en 1963 hasta la creación de la 2. Bundesliga en 1974.

## Historia
Fue creada en el año 1963 luego de la creación de la Bundesliga como una de las 5 ligas regionales que conformaban la segunda división de Alemania y que incluía a los equipos de Berlín Oriental, por lo que era la Regionalliga más pequeña de todas.
Participaron entre 10 y 16 equipos en la liga, en donde el campeón y subcampeón tenían el derecho de pelear por el ascenso a la Bundesliga ante los otros campeón y subcampeón de las otras Regionalligas, en donde Tennis Borussia Berlin, SpVgg Blau-Weiß 1890 Berlin, Wacker 04 Berlin, Spandauer SV y Hertha Zehlendorf jugaron cada una de las 11 temporadas de existencia de la liga hasta su desaparición en 1974 cuando se creó la 2. Bundesliga como la nueva segunda división de Alemania.

## Ediciones Anteriores
| Temporada | Campeón                     | Subcampeón              |
| 1963-64   | SC Tasmania 1900 Berlin     | Tennis Borussia Berlin  |
| 1964-65   | Tennis Borussia Berlin      | Spandauer SV            |
| 1965-66   | Hertha de Berlín            | Tennis Borussia Berlin  |
| 1966-67   | Hertha de Berlín            | Tennis Borussia Berlin  |
| 1967-68   | Hertha BSC Berlin           | Tennis Borussia Berlin  |
| 1968-69   | Hertha Zehlendorf           | SC Tasmania 1900 Berlin |
| 1969-70   | Hertha Zehlendorf           | Tennis Borussia Berlin  |
| 1970-71   | SC Tasmania 1900 Berlin     | Wacker 04 Berlin        |
| 1971-72   | Wacker 04 Berlin            | SC Tasmania 1900 Berlin |
| 1972-73   | SpVgg Blau-Weiß 1890 Berlin | Wacker 04 Berlin        |
| 1973-74   | Tennis Borussia Berlin      | Wacker 04 Berlin        |

- En Negrita los equipos que lograron ascender a la Bundesliga.
- En 1965 el SC Tasmania 1900 Berlin ascendió a la Bundesliga tras quedar de tercero en la Regionalliga debido a que al Hertha BSC fue castigado con el descenso inmediato de la Bundesliga por romper las reglas de la liga, el Tennis Borussia having no logró el ascenso por la vía de los play-offs y el Spandauer SV rechazó el ascenso. La German Football Association dijo que tenía que haber al menos un representante de Berlín en la liga y ascendió al SC Tasmania 1900 Berlin de inmediato.

## Equipos por temporada
| Club                        | 64 | 65 | 66 | 67 | 68 | 69 | 70 | 71 | 72 | 73 | 74 |
| --------------------------- | -- | -- | -- | -- | -- | -- | -- | -- | -- | -- | -- |
| Hertha de Berlín            | B  | B  | 1  | 1  | 1  | B  | B  | B  | B  | B  | B  |
| SC Tasmania 1900 Berlin     | 1  | 3  | B  | 4  | 5  | 2  | 3  | 1  | 2  | 4  |    |
| Tennis Borussia Berlin      | 2  | 1  | 2  | 2  | 2  | 3  | 2  | 4  | 4  | 3  | 1  |
| Wacker 04 Berlin            | 3  | 4  | 4  | 6  | 4  | 4  | 5  | 2  | 1  | 2  | 2  |
| SpVgg Blau-Weiß 1890 Berlin | 5  | 7  | 10 | 11 | 8  | 10 | 4  | 3  | 3  | 1  | 3  |
| Hertha Zehlendorf           | 6  | 8  | 5  | 5  | 3  | 1  | 1  | 5  | 6  | 5  | 4  |
| SC Westend 01               |    |    |    |    |    |    |    |    |    |    | 5  |
| Rapide Wedding              |    |    |    | 7  | 13 | 7  | 7  | 9  | 10 | 8  | 6  |
| 1. FC Neukölln              |    |    | 8  | 10 | 12 | 6  | 8  | 10 | 7  | 10 | 7  |
| Berliner SV 1892            | 8  | 5  | 9  | 9  | 9  | 9  | 11 |    | 9  | 6  | 8  |
| BBC Südost                  |    |    |    |    |    |    |    |    |    |    | 9  |
| Spandauer SV                | 4  | 2  | 3  | 3  | 7  | 5  | 6  | 6  | 5  | 7  | 10 |
| BFC Preussen                |    |    |    |    |    |    |    |    |    | 9  | 11 |
| Alemannia 90 Berlin         |    |    |    |    | 10 | 14 |    | 8  | 8  | 11 | 12 |
| Rot-Weiß Neukölln           |    |    |    |    |    |    |    |    |    | 12 |    |
| TuS Wannsee                 |    |    |    |    |    |    | 9  | 7  | 11 |    |    |
| Meteor 06 Berlin            |    |    |    |    |    | 12 | 13 |    | 12 |    |    |
| SC Staaken                  |    |    | 6  | 15 |    | 11 | 10 | 11 |    |    |    |
| VfL Nord                    |    |    |    |    |    | 15 |    | 12 |    |    |    |
| Kickers 1900 Berlin         |    |    |    | 14 | 14 | 8  | 12 |    |    |    |    |
| Sportfreunde Neukölln       |    |    |    |    | 15 |    | 14 |    |    |    |    |
| BFC Südring                 | 9  | 6  | 7  | 12 | 6  | 13 |    |    |    |    |    |
| Reinickendorfer Füchse      | 7  | 10 | 11 | 13 | 11 | 16 |    |    |    |    |    |
| VfB Hermsdorf               |    |    | 12 | 8  | 16 |    |    |    |    |    |    |
| Lichterfelder SU            |    |    | 13 | 16 |    |    |    |    |    |    |    |
| SC Tegel                    |    |    | 14 |    |    |    |    |    |    |    |    |
| SC Gatow                    |    |    | 15 |    |    |    |    |    |    |    |    |
| Viktoria 89 Berlin          |    | 9  | 16 |    |    |    |    |    |    |    |    |
| Union 06 Berlin             | 10 |    |    |    |    |    |    |    |    |    |    |

Fuente:

### Simbología
| Símbolo | Significado                             |
| ------- | --------------------------------------- |
| B       | Bundesliga                              |
| Luga    | Liga                                    |
| Blanco  | Jugó en una liga inferior esa temporada |